# Blepharella instabilis
Blepharella instabilis là một loài ruồi trong họ Tachinidae.